# Gene Saks
Gene Saks (Nova York, Estats Units, 8 de novembre de 1921 - East Hampton, Nova York, 28 de març de 2015) va ser un actor i director de cinema i teatre estatunidenc. Va estar casat amb l'actriu Beatrice Arthur.

## Biografia
Nascut a la Big Apple, Saks, durant la Segona Guerra Mundial, va estudiar a la Universitat Cornell, i art drama a la New School for Social Research.
Des de finals dels anys quaranta van començar una intensa col·laboració amb el director de teatre Neil Simon; Junts van escriure diverses obres entre elles:
- The Odd Couple, 1965
- California Suite, 1976
- Jake's Women, 1982
- Biloxi Blues, 1985
- Broadway Bound, 1986

L'estranya parella es va realitzar per primera vegada al teatre, amb Walter Matthau i Art Carney, després al cinema amb la parella Matthau i Jack Lemmon.
Fins i tot  Califòrnia Suite  va tenir una adaptació al cinema, el 1978, en la qual hi van actuar Jane Fonda, el mateix Matthau, Maggie Smith i Michael Caine.
El 1969 va dirigir una comèdia brillant,  Cactus Flower , de nou protagonitzada per Walter Matthau, Goldie Hawn (que va guanyar l'oscar a la millor actriu i Ingrid Bergman.
El 1974 dirigeix Lucille Ball, la seva esposa Beatrice Arthur i Robert Preston en un fracàs comercial, el musical  Mame.
Saks va guanyar el premi Tony en tres ocasions: el 1977 per a  I Love My Wife,  el 1983 per a  Brighton Beach Memoirs i el 1985 amb  Biloxi Blues .
El 1991 va dirigir una producció italiana, la pel·lícula  Cin cin, protagonitzada per Julie Andrews i Marcello Mastroianni. El 1998, va ser el director d'un episodi de la sèrie Law & Order.

## Filmografia

### Actor
- 1958: Where Is Thy Brother? (TV): Mr. Kalish
- 1965: A Thousand Clowns: Leo 'Chuckles The Chipmunk' Herman
- 1975: El presoner de la Segona Avinguda (The Prisoner of Second Avenue): Harry Edison
- 1978: The One and Only: Sidney Seltzer
- 1983: Malalt d'amor (Lovesick): Frantic Pacient
- 1984: The Goodbye People: Marcus Soloway
- 1991: The Good Policeman
- 1994: Nobody's Fool: Wirf Wirfley
- 1994: I.Q.: Borís Podolski
- 1996: On Seventh Avenue de Jeff Bleckner (Telefilm): Sol Jacobs
- 1997: Deconstructing Harry: Harry's Father

### Director
- 1967: Barefoot in the Park
- 1968: L'estranya parella (The Odd Couple)
- 1969: Flor de cactus (Cactus Flower)
- 1972: Last of the Red Hot Lovers
- 1974: Mame
- 1986: Brighton Beach Memoirs
- 1991: Cin cin
- 1995: Bye Bye Birdie (TV)